# Kevin Ayers
Kevin Ayers (Herne Bay, Kent, Inglaterra, 16 de agosto de 1944 - Montolieu, Francia, 18 de febrero de 2013) fue un músico británico que ejerció una gran influencia en el rock progresivo y psicodélico. John Peel escribió en su autobiografía que «el talento de Kevin Ayers es tan agudo que podrías realizar una operación mayor de ojos con él». 
Fue miembro fundador de una de las bandas pioneras de la psicodelia de los años 1960, Soft Machine, asociada a la Escena de Canterbury. 
Ha grabado varios álbumes como solista, en los cuales colaboran artistas muy variados, como Brian Eno, Syd Barrett, John Cale, Elton John, Robert Wyatt, Andy Summers, Mike Oldfield, Nico, Ollie Halsall y muchos otros. Tras residir durante muchos años en Deyá, Mallorca, vuelve al Reino Unido a mediados de los años 1990. Su último álbum, The Unfairground, grabado en Nueva York, Arizona y Londres, salió a la venta en 2007.

## Biografía

### Juventud
Ayers es hijo del productor de la BBC Tom Ayers, pero tras la separación de sus padres y la boda de su madre con un funcionario inglés, pasó la mayor parte de su infancia en Malasia. La atmósfera tropical y el estilo de vida relajado tuvieron un gran impacto en él. Así, uno de los aspectos frustrantes y entrañables de su carrera consiste en que cada vez que ha estado cerca de alcanzar el éxito se marcha a algún lugar soleado donde se hallan con facilidad buen vino y buena comida . 
Luego de regresar a Inglaterra a los doce años de edad, pasa sus primeros años de estudio con los músicos de la naciente Escena Canterbury. Entró rápidamente en el conjunto Wilde Flowers, integrado por Robert Wyatt y Hugh Hopper, así como otros futuros miembros de Caravan. Ayers ha afirmado en entrevistas que la razón inicial por la cual le preguntaron si quería unirse a la banda fue probablemente porque tenía el pelo más largo de todos. De cualquier manera, este hecho lo lleva a empezar a componer canciones y cantar.

### 1966-68: Soft Machine
La banda Wilde Flowers se convierte pronto en Soft Machine (en homenaje al libro homónimo de William Burroughs publicado en 1961) con la incorporación de Mike Ratledge al teclado y el guitarrista Daevid Allen. Ayers pasa al bajo (guitarra y bajo tras la partida de Daevid Allen del grupo) y comparte las voces con el baterista Robert Wyatt, cuya voz vibrante de tenor hacía contraste con la de barítono de Ayers. Esta fórmula, más la libertad de mezclar sonidos del Rock y del Jazz, configura un sonido nuevo y memorable que llamó rápidamente la atención. La banda compartía habitualmente escenario (generalmente en el UFO Club) con la formación original de Pink Floyd, liderada por Syd Barrett.
Lanzaron su primer sencillo, Love makes sweet music / Feelin', Reelin', Squeelin' en febrero de 1967, generando así una de las primeras grabaciones del movimiento psicodélico británico. Su álbum de debut, The Soft Machine, grabado en los Estados Unidos en el sello ABC/Probe y publicado en 1968, se considera un clásico del género.

### Carrera solista

#### 1969-79
Tras una larga gira por los Estados Unidos como teloneros de Jimi Hendrix, Ayers se siente cansado, vende su bajo Fender blanco de Jazz a Noel Redding y se retira para recuperarse a las playas de Ibiza en España junto a Daevid Allen. Allí atraviesa un período muy inspirado como compositor, que culmina en su primer disco en solitario, Joy of a Toy. El álbum fue, junto con el de Pink Floyd, uno de los primeros lanzamientos del sello Harvest. Joy of a Toy definió a Ayers como un talento único, creador de una música ecléctica, que va desde la canción circense que da nombre al disco hasta la melódica Girl on a swing y la críptica Song for insane times, así como Oleh Oleh Bandu Bandong, basada en una canción tradicional de Malasia. Los antiguos compañeros de Soft Machine vuelven a colaborar con él, y también participa en algunos temas Rob Tait, baterista ocasional de Gong. 
Un interesante producto de las sesiones fue el sencillo Religious experience (singing a a song in the morning), en cuyas primeras tomas participó un destacado amigo de Kevin, Syd Barrett, a la guitarra y en los coros. Durante mucho tiempo se creyó que Barrett había grabado la guitarra solista que aparece en la edición final, y como tal aparece en varias de sus recopilaciones piratas, pero Ayers ha aclarado que él mismo tocó el solo, emulando el estilo del músico. La versión de la canción con el solo de Barrett (considerada en su día demasiado atrevida) vio finalmente la luz como bonus track en la reedición de Joy of a Toy lanzada en 2004. 
Pronto apareció su segundo álbum, Shooting at the moon. Para este disco, Ayers reunió a una banda de acompañamiento, a la que bautizó The whole world. De ella formaban parte un joven Mike Oldfield al bajo y ocasionalmente a la guitarra solista y un compositor de vanguardia, David Bedford, a los teclados. Nuevamente Ayers exhibe una colección de canciones desenfadadas y extravagantes, interpretadas con una instrumentación vanguardista.       
The whole world fue una banda errática que no se adaptaba bien al directo, y Ayers tampoco se sentía capaz de soportar el ritmo de vida de las grandes giras. La banda se separó tras una breve gira, sin resentimientos, y Ayers invitó a varios de sus músicos a tocar en su próximo álbum, Whatevershebringswesing, que se considera uno de los mejores, y que incluye la empalagosa canción de ocho minutos que da nombre al disco y que convirtió a Ayers en un representante del sonido de los 70. 
1974 fue un año especial para Ayers. Además de generar en ese lapso su música más osada, contó con la participación de otros artistas con un registro más amplio, entre los que destaca Lady June (June Campbell Cramer). El álbum, llamado Lady June's Linguistic Leprosy, fue grabado en la sala principal de la casa de la artista, en Vale Court., Maida Vale, proceso en el cual Lady June recitaba poesías junto con la voz y música de Ayers, y también tuvieron lugar las contribuciones de Brian Eno y Pip Pyle. Fue lanzado por el propio sello de Kevin Banana Productions, (vía Virgin/Caroline) . 
The Confessions of Dr. Dream and Other Stories marca el paso a un sello discográfico más comercial, y es considerado por muchos como el ejemplo más característico de la filosofía cambiante de Ayers. La producción fue costosa, alrededor de £32,000 (una cifra considerable para la época). Mike Oldfield vuelve al grupo y el guitarrista Ollie Halsall de la banda de Rock Progresivo Patto comienza una etapa de colaboración musical con Ayers que durará veinte años.     
El 1 de junio de 1974 Ayers encabeza un concierto muy publicitado en la sala Rainbow de Londres, acompañado por John Cale, Nico, Brian Eno y Mike Oldfield. Hubo mucha tensión, pues la noche anterior al concierto John Cale encontró a Ayers durmiendo con su esposa, situación a la cual hace referencia la letra de una canción del álbum de Cale de 1975 Slow Dazzle llamada Guts. El show fue editado por Island Records apenas unas semanas después. 
En 1976 Ayers regresa a su discográfica original, Harvest, y edita Yes we have no mañanas (so get your mañanas today). El álbum fue otro acercamiento comercial y le aseguró un contrato en América con ABC Records. Cuenta con la colaboración de B.J. Cole y Zoot Money. Ese mismo año Harvest lanza una colección titulada Odd Ditties, que reúne varias canciones de espíritu animado y colorista que Ayers había planeado lanzar como lados B o había dejado inéditas.

#### 1980-92
El final de los 70 y comienzo de los 80 encuentra a Ayers en un auto-exilio a climas cálidos, fugitivo de las cambiantes modas musicales que acontecían, y rehén de las adicciones químicas. En 1983, la aparición de Diamond Jack and the queen of pain, marca quizás un punto bajo en su carrera musical. En 1987 graba una participación vocal para un sencillo de Mike Oldfield llamado "Flying start", cuya letra hace referencia a muchas vivencias de Kevin a través de los años.
La vuelta se dio en 1988 con el proféticamente titulado Falling up, que recibiría las primeras críticas unánimemente positivas de aquella época. 
A pesar de los comentarios positivos sobre su nuevo disco Falling up, este período encuentra a Kevin retirado de los escenarios, situación en parte debida a la muerte por sobredosis de su compañero musical Ollie Halsall. Un álbum acústico, Still life with guitar grabado con el grupo Fairground Attraction apareció en Francia bajo el sello FNAC y fue editado de forma subsiguiente en toda Europa. Alguna colaboración por parte de los fanáticos de Ayers Ultramarine más un tour de conciertos junto a la banda de Liverpool Wizards of Twiddly completó su actividad en los 90. La grabación de una fecha clave de un concierto en Londres con los Wizards fue lanzada por el sello Market Square Records|Market Square en el año 2000, bajo el nombre de Turn the lights down!. 
En la década de los 80, Ayers hace además una breve incursión en el cine, protagonizando y componiendo la banda sonora de la película española Percusión (1983), dirigida por Josetxo San Mateo, donde interpreta a un dibujante de cómics afectado de manía persecutoria.

#### 2007-13: Regreso y últimos años
A finales de los 90 Kevin vivía recluido al sur de Francia. En una galería de arte local conoció al artista americano Tim Shepard, que tenía un estudio en aquel lugar, y los dos se hicieron amigos. Ayers comenzó a aparecerse con una guitarra y en 2005 pasó a Shepard algunas grabaciones nuevas, la mayoría grabadas en un casete en un equipo que tenía en su cocina. Las canciones eran, según Shepard en el siguiente orden, “conmovedoras, profundas y honestas”, por lo cual se sintió “profundamente conmovido” por lo que escuchaba y alentó a Ayers a registrarlas apropiadamente para un posible nuevo álbum. 
Al conectarse con la discográfica LO-MAX Records, esta compartió su entusiasmo por las maquetas y, tras hacer ciertas averiguaciones, descubrió un gran interés por el trabajo de Ayers entre varios músicos actuales. Así, la banda de Nueva York Ladybug Transistor llevó a cabo unos ensayos para una posible grabación organizada por su líder Gary Olson y Kevin viajó entonces hasta Nueva York. Cuando se realizaron los ensayos, los seguidores del músico, a los que ahora se habían incorporado notables y talentosos integrantes, volaron hasta Tucson, Arizona, donde comenzaron las primeras grabaciones en un polvoriento hangar conocido como Wavelab Studios. 
Con los casetes de las primeras sesiones, Shepard se dedicó a terminar con Ayers el álbum en el Reino Unido, donde los rumores se habían esparcido, y una serie de músicos comenzaron a acercarse al estudio. Shepard admitió haberse reunido con la banda Teenage fanclub en una fiesta de los Go-betweens, y haber escuchado la pasión por la música de Ayers que ellos profesaban para luego escribirle una carta al cantante y guitarrista Norman Blake. La revista Mojo (julio de 2007) publicó esto unas semanas después, comentando que Kevin Ayers se encontraba en un estudio en Glasgow con Teenage fanclub y otros colegas afines, que estaban comprometidos en el proyecto para trabajar con su héroe. También colaboró Bill Wells, acompañado por Euro Childs, de Gorkys Zygotic Mynci, y Francis Reader de Trash Can Sinatras. 
Amigos y colegas del pasado también visitaron las sesiones de grabación. Robert Wyatt aportó su misterioso Wyattron en la conmovedora "Cold shoulder", Phil Manzanera contribuyó en la insondable "Brainstorm", Hugh Hopper de Soft Machine tocó el bajo en la canción que da título al disco y Bridget St. John (una cantante de folk inglesa, amiga de John Peel) hizo un dueto junto a Ayers en "Baby come home", primera vez que cantaban juntos desde 1970 en Shooting at the moon. El disco, The Unfairground, fue lanzado en septiembre de 2007.

#### Muerte
Residiendo en Francia, falleció mientras dormía el 18 de febrero de 2013. Su cuerpo fue encontrado dos días más tarde por una amiga que iba a visitarle.

## Discografía

### Álbumes de estudio
- 1964-67: The Wilde Flowers (lanzado en 1994)
- 1967: Jet Propelled Photographs (lanzado en 1972)
- 1968: The Soft Machine
- 1969: Joy Of A Toy
- 1970: Shooting At The Moon
- 1972: Whatevershebringswesing
- 1973: Bananamour
- 1974: The Confessions of Doctor Dream and Other Stories
- 1975: Sweet Deceiver
- 1976: Yes We Have No Mañanas-So Get Your Mañanas Today
- 1978: Rainbow Takeaway
- 1980: That's What You Get Babe
- 1983: Diamond Jack and the Queen of Pain
- 1984: Deià...Vu
- 1986: As Close As You Think
- 1988: Falling Up
- 1992: Still Life with Guitar
- 2007: The Unfairground

### Álbumes en vivo
- 1974: June 1, 1974
- 1992: BBC Radio 1 Live in Concert
- 2007: Hyde Park Free Concert 1970

### Álbumes recopilatorios
- 1976: Odd Ditties
- 1989: Banana Productions: The Best of Kevin Ayers
- 1990: The Kevin Ayers Collection
- 1996: Singing the Bruise: The BBC Sessions 1970-72
- 2004: Didn't Feel Lonely Till I Thought of You: The Island Records Years
- 2005: The BBC Sessions 1970-1976
- 2008: Songs for Insane Times: An Anthology 1969-1980
- 2008: What More Can I Say...